# 孟石岭乡
孟石岭乡是中国陕西省安康市岚皋县下辖的一个乡。

## 行政区划
孟石岭乡下辖以下行政区：
武学村、草坪村、桃园村、柏杨林村、田坝村、九台村、双桥村、前进村、青坪村、丰景村、仁沟村、丰坪村、四新村、易坪村、东岭村